# 愛媛県道25号八幡浜宇和線
愛媛県道25号八幡浜宇和線（えひめけんどう25ごう やわたはまうわせん）は、愛媛県八幡浜市から西予市に至る県道（主要地方道）である。

## 概要
愛媛県八幡浜市矢野町と西予市宇和町上松葉を結び、予讃線の八幡浜駅と上宇和駅間を並行して通っている。

### 路線データ
- 起点: 八幡浜市矢野町（国道378号交点）
- 終点: 西予市宇和町上松葉（国道56号交点）
- 総延長: 11.3 km[1]

## 歴史
- 1993年（平成5年）5月11日 - 建設省から、県道八幡浜宇和線が八幡浜宇和線として主要地方道に指定される[2]。
- 2001年2月 - 笠置バイパス（L=6.5 km）が全線開通[3]。
- 2002年8月30日 - 笠置バイパスに対する旧道のうち東宇和郡宇和町内（当時）の3,721mが八幡浜宇和線の道路区域から除外され、一般県道311号伊延永長線と宇和町道に降格となる[4]。
- 2004年3月5日 - 旧道のうち八幡浜市内の2,313mが八幡浜宇和線の道路区域から除外され、八幡浜市道に降格となる[5]。

## 地理

### 通過する自治体
- 八幡浜市
- 西予市

### 交差する道路
- 国道378号（起点）
- 愛媛県道26号八幡浜三瓶線（八幡浜市五反田）
- 愛媛県道252号双岩停車場和泉線（八幡浜市若山）
- 愛媛県道260号狭間上松葉線（西予市宇和町岩木）
- 愛媛県道311号伊延永長線（西予市宇和町永長）
- 国道56号（終点）

### 沿線にある施設など
- 八幡浜市立神山小学校
- JR予讃線 双岩駅
- 八幡浜市立双岩小学校
- JR予讃線 伊予石城駅
- 西予市立西予市民病院